# Yeon Sang-ho
Yeon Sang-ho, kor. 연상호 (ur. 1978 w Seulu) – południowokoreański reżyser i scenarzysta filmowy. Yeon Sang-ho znanyjest ze swojego filmu Zombie express. 

## Wybrana filmografia (reżyser i scenarzysta)

### Film fabularny
- 2011: King of Pigs (film animowany)
- 2013: The Fake (film animowany)
- 2016: Zombie express
- 2016: Seoul Station (film animowany)
- 2018: Yeomnyeok
- 2020: Zombie express 2: Półwysep

## Nagrody i nominacje
| Rok  | Festiwal                 | Kategoria             | Film                       | Wynik     |
| ---- | ------------------------ | --------------------- | -------------------------- | --------- |
| 2016 | 69. MFF w Cannes         | Pokazy pozakonkursowe | Zombie express             | Nominacja |
| 2017 | 53. Baeksang Arts Awards | Najlepszy reżyser     | Zombie express             | Wygrana   |
| 2019 | 73. MFF w Cannes         | Nowo przybyli         | Zombie express 2: Półwysep | Nominacja |